# Малаховский (хутор)
Малаховский — хутор в Боковском районе Ростовской области. Входит в состав Земцовского сельского поселения.

## География
На хуторе имеются две улицы: Лазоревая и Центральная.

## Население
| 1989 | 2002 | 2010 |
| ---- | ---- | ---- |
| 217  | ↘161 | ↘136 |

## Достопримечательности
Территория Ростовской области была заселена еще в эпоху неолита. Люди, живущие на древних стоянках и поселениях у рек, занимались в основном собирательством и рыболовством. Степь для скотоводов всех времён была бескрайним пастбищем для домашнего рогатого скота. От тех времен осталось множество курганов с захоронениями жителей этих мест. Курганы и курганные группы находятся на государственной охране.
Поблизости от территории хутора Малаховский Боковского района расположено несколько достопримечательностей – памятников археологии. Они охраняются в соответствии с Федеральным законом от 25.06.2002 N 73-ФЗ "Об объектах культурного наследия (памятниках истории и культуры) народов Российской Федерации", Областным законом от 22.10.2004 N 178-ЗС "Об объектах культурного наследия (памятниках истории и культуры) в Ростовской области", Постановлением Главы администрации РО от 21.02.97 N 51 о принятии на государственную охрану памятников истории и культуры Ростовской области и мерах по их охране и др.
- Курган "Малаховский III". Расположен на расстоянии около 8,5 км к северо-западу от хутора Малахова.
- Курган "Малаховский IV". Расположен на расстоянии около 7,0 км к востоку от хутора Малахова.
- Курган "Малаховский V". Расположен на расстоянии около 9,0 км к востоку от хутора Малахова.
- Курганная группа "Малаховский I" (2 кургана). Расположена на расстоянии около 2,7 км к юго-западу от хутора Малахова.
- Курганная группа "Малаховский II" (2 кургана). Расположена на расстоянии около 8,0 км к западу от хутора Малахова[4].